# Parafia św. Rity w Victoria Point
Parafia św. Rity w Victoria Point – parafia rzymskokatolicka, należąca do archidiecezji Brisbane.
Na terenie parafii, oprócz kościoła parafialnego w Victoria Point znajduje się także kościół filialny pw. Świętego Ducha w Macleay Island.
Przy parafii funkcjonuje katolicka szkoła podstawowa św. Rity.